# Tito Saffioti
Tito Saffioti (Palmi, 1946) è un giornalista e critico musicale italiano.

## Biografia
Tito Saffioti  è uno scrittore e giornalista italiano nato Palmi (Reggio Calabria) nel 1946. Nel 1953 è emigrato con i genitori a Milano e dal 1973, insieme alla moglie Antonia Ieroianni, vive a Montevecchia (Lecco).
Ha conseguito il diploma al Liceo Linguistico Alessandro Manzoni di Milano e ha lavorato in ambito librario e editoriale a partire dal 1968.
Si è occupato di studi folklorici e medievistici raccogliendo una vasta documentazione bibliografica e discografica. 
Negli anni Settanta ha compiuto ricerche sul campo sui canti popolari in Calabria e in Lombardia e ha collaborato con l’Archivio di Etnografia e Storia Sociale della regione Lombardia.
Dal 1980 è iscritto all’Albo dei Giornalisti come pubblicista.
Ha collaborato per 33 anni con il quotidiano la Repubblica e per un quinquennio con La Provincia di Como.
Ha pubblicato articoli su numerose riviste, fra cui: Linus; Discoteca HiFi; Playboy; Giornale di Merate; Hi Fi; Musica & Dischi; Musica Jazz; Il Calendario del Popolo; Medioevalia; Il Giornale della Libreria; Dove Viaggi; L’Esopo. Rivista trimestrale di bibliofilia; PC World; Win Magazine; Folk Bulletin; Medioevo. Un passato da riscoprire; Alumina. Pagine miniate; Ludica. Annali di storia e civiltà del gioco; Schifanoia.
Ha organizzato e preso parte a numerose trasmissioni radiofoniche e televisive su reti pubbliche e private. Ha tenuto cicli di conferenze sulla storia del jazz, sulla cultura popolare e sui giullari medievali. Ha organizzato diverse presentazioni dei propri libri. 
Ha collaborato con il Servizio Cultura del Mondo Popolare della Regione Lombardia per la realizzazione dei seguenti volumi:
- Brescia e il suo territorio, Milano, Silvana, 1976;
- Bergamo e il suo territorio, Milano, Silvana, 1977;
- Como e il suo territorio, Milano, Silvana, 1978;
- Cremona e il suo territorio, Milano, Silvana, 1979.

Nel 1983 ha pubblicato alcuni articoli nella pubblicazione a dispense Corso di chitarra della Fratelli Fabbri Editori.
Ha pubblicato la Discografia completa della cantante jazz Billie Holiday comparsa in quattro puntate (luglio, agosto-settembre, ottobre e novembre 1999) sulla rivista Musica Jazz. 
Nel giugno 2004 ha preso parte alle “Giornate internazionali interdisciplinari di studio sul Medioevo” organizzate dall’Università di Siena con una relazione sul tema: “L’Insipiens del Salmo 52: da folle medievale a buffone di corte”. 
Nel febbraio 2010 ha preso parte al Simposio Internacional “Joglars, ministrils, actors”, tenutosi alle Università di Barcellona e Tarragona su iniziativa del prof. Francesc Massip Bonet, dove ha letto una relazione sul tema “La giulleria in Italia, pratica scenica e festiva”.
Il 12 gennaio 2011 ha presentato un suo volume allo Spazio Tadini di Milano in compagnia del premio Nobel Dario Fo, che ha improvvisato un vero e proprio spettacolo assai gradito dal numeroso pubblico presente.
Dal 9 all’11 maggio 2011 ha tenuto un master dal titolo "Giullari e buffoni di corte nel Medioevo e nel Rinascimento italiano" all’Università Federico II di Napoli, Facoltà di Lettere e Filosofia, Istituto di Filologia Moderna, organizzata dai professori Costanzo Di Girolamo e Pasquale Sabbatino, con la partecipazione del liutaio e musicista Michele Sangineto.
Ha curato la mostra “Gli occhi della follia. Giullari e buffoni di corte nella storia e nell’arte” tenutasi a Milano nella Sala Teresiana della Biblioteca Nazionale Braidense dal 12 novembre al 6 dicembre 2013. Di questa mostra ha anche pubblicato il catalogo completo. 
1 Francesco Mosetti Casaretto (a cura di), La scena assente. Realtà e leggenda sul teatro nel Medioevo, Alessandria, Edizioni dell’Orso, 2006, pp. 417-448.
2 Cfr. Medievalia. Revista d’Estudis Medievals, vol. 15, 2012, pp. 281-294.
3 Cliccare su: archive.org; search; Tito Saffioti; Dario Fo 12 gennaio 2010.
4 https://www.beniculturali.it/comunicato/gli-occhi-della-follia-giullari-e-buffoni-di-corte-nella-storia-e-nell-arte

## Pubblicazioni
- Fra le sue pubblicazioni ricordiamo:
  - Enciclopedia della canzone popolare e della nuova canzone politica, Milano, Teti, 1978.
  - Ninne nanne. Condizione femminile, paura e gioco verbale nella tradizione popolare, postfazione di Michele L. Straniero, Milano, Emme Edizioni, 1981.
  - Folklore della Brianza. Canti, filastrocche, ninne nanne e proverbi raccolti in Brianza, Como, Pifferi, 1989.
  - I giullari in Italia. La storia, lo spettacolo, i testi, Milano, Xenia, 1990. 2a edizione ampliata e aggiornata, Napoli, Liguori, 2012.
  - Le ninne nanne italiane, Torino, Einaudi, 1994. 2a edizione ampliata ed aggiornata, Nardò (Lecce), Besa, 2013.
  - Dizionario delle barzellette, Milano, Vallardi, 1996.
  - ...E il signor duca ne rise di buona maniera. Vita privata di un buffone di corte nella Urbino del Cinquecento, Milano, La Vita Felice, 1997. 2a edizione Milano, Book Time, 2008.
  - Feste popolari italiane, Milano, Vallardi, 1997. 2a edizione, Ivi, 2009. Edizione polacca a cura di Malgorzata Kistryn, Włochy, festyny, turneje, palia, Warszawa, Wydawnictwo, 2010.
  - (in collaborazione), Feste, sagre & mercatini in Lombardia, Roma, Lozzi & Rossi, 1998; 2ª edizione 2002.
  - Bon 'cellu cantaturi. Vita e folklore nei racconti di due contadini calabresi, con due stampe originali di Maurizio Carnevali e Pablo Carnevale, Lamezia Terme, Edizioni del Sileno, 1999.
  - Canzoniere della Resistenza, prefazione di Aldo Aniasi, Milano, M & B Publishing, 1999.
  - La canzone popolare di Milano e della Lombardia, Milano, Vallardi, 2000.
  - La canzone popolare di Roma e del Lazio, Milano, Vallardi, 2000.
  - Il maestro di tutte l'arti, Nardò (Lecce), Besa, 2002 (romanzo). 2a edizione 2022.
  - Ballate popolari italiane, Milano, Book Time, 2008, con allegato un CD-Rom di Giordano Dell’Armellina.
  - Gli occhi della follia. Giullari e buffoni di corte nella storia e nell'arte, prefazione del prof. Cesare Segre, Milano, Book Time, 2009. 2a edizione 2013.
  - Nei panni del buffone. L’abbigliamento dei giullari tra Medioevo ed età moderna, Milano, Jouvence, 2015.
  - Gente a cui si fa notte inanzi sera. La pena di morte nella storia, Milano, Book Time, 2018.
  - Mostri graziosi e belli. I nani di corte nella storia e nell’arte, Rimini, Bookstones, 2021.
  - Medioevo bizzarro. Un viaggio tra le curiosità e le stranezze del periodo più affascinante della storia, Milano, Book Time, 2023.